# Pycnophyllum markgrafianum
Pycnophyllum markgrafianum là loài thực vật có hoa thuộc họ Cẩm chướng. Loài này được Mattf. miêu tả khoa học đầu tiên năm 1922.